# ویتچورچ، همپشر
latitudeویتچورچ، همپشرlongitudeویتچورچ، همپشر
ویتچورچ، همپشر (به انگلیسی: Whitchurch, Hampshire) یک منطقهٔ مسکونی در انگلستان است که در جنوب شرقی انگلستان واقع شده‌است.

## خصوصیات
ویتچورچ ۴٬۸۰۰ نفر جمعیت دارد.